# Stéphane Ruais
 (mars 2013).
Pour les articles homonymes, voir Ruais.
Stéphane Ruais, né le 27 août 1945  à Boulogne-Billancourt, est un peintre français.
Il est un marin de longue date qui navigue sur ses propres bateaux dans le Finistère Nord. Son atelier est situé à Tréflez.
Sa peinture est imprégnée de ses courses en solitaire, avec de nombreux paysages côtiers, mais les sujets sont divers (avions, natures mortes, arsenaux...). Les caractères dominants de son expression artistique sont la lumière et le mouvement, une peinture d'atmosphère par touche rapide qui saisit la lumière et valorise la transparence des éclairages. Il travaille exclusivement sur le motif.
Stéphane Ruais a été nommé Peintre officiel de la Marine en 1991 et Peintre officiel de l'Air en 2000. II a participé à plusieurs ouvrages collectifs dont Les Peintres Officiels de la Marine en escale à Nice (Éditions le Télégramme).

## Style
Peintre de paysage, il se réclame de quelques grands maîtres. Camille Pissarro, pour la nature et la fraîcheur de ses verts, Claude Monet pour ses lumières dorées, et surtout Chaïm Soutine, pour sa matière sensuelle et sa palette de couleurs. Ruais se situe, aussi, dans le sillage de Marin-Marie, aquarelliste de génie, même s'il a délaissé cette technique qu'il trouve trop imprévisible.
Peintre de la Marine depuis 1991, assimilé au grade de capitaine de corvette, Stéphane Ruais est un peintre côtier. « Le grand large m'ennuie », reconnaît-il, passionné par l'estran et ses rochers, et nostalgique de ses jeunes années lorsqu'il débarquait sur une île, prêt à cabaner pour la nuit. La grand-voile affalée, à cheval sur la bôme en guise de toile de tente, et les étoiles comme compagnons.

## Biographie[2]
- 1945 : naissance, le 27 août, à Boulogne-Billancourt.
- 1964-1967 : étudiant à l'École nationale supérieure des beaux-arts de Paris, section architecture.
- 1973 : service militaire dans l'Armée de l'air[1].
- 1975 : mariage avec Isab[1].
- 1978 : peintre officiel de la première édition de la course transatlantique Route du Rhum[3].
- 1991 : médaille d'argent au Salon de la Marine. Nommé Peintre officiel de la Marine.
- 2000 : nommé Peintre officiel de l'Air.
- 2003 : nommé titulaire du corps des Peintres officiels de la Marine.
- 2009 : prix du chef d'état-major de l'Armée de l'air (CEMAA) et prix de l'Aéro-Club de France pour Mirage F1 à l'entretien, lors du Salon des Peintres de l'Air, au Musée de l'air et de l'espace du Bourget[4].

## Œuvres
- Ploumanac'h, rentrée de l'Ar Jentiles (2002), huile-sur-toile (50 × 65 cm), couverture du livre En escale à Perros-Guirec
- Mirage F1 à l'entretien (2009), huile-sur-toile (65 × 92 cm), prix du chef d'état-major de l'armée de l'air et prix de l'Aéro-Club de France au Salon des Peintres de l'Air en 2009
- L'atelier (2010), huile-sur-toile, quatrième de couverture du livre Stéphane Ruais, magie de la lumière
- Près de Plouguerneau (2011), huile-sur-toile (54 × 65 cm), couverture du livre Stéphane Ruais, magie de la lumière